# Obrium brevicorne
Obrium brevicorne là một loài bọ cánh cứng trong họ Cerambycidae.